# Thuốc tránh thai

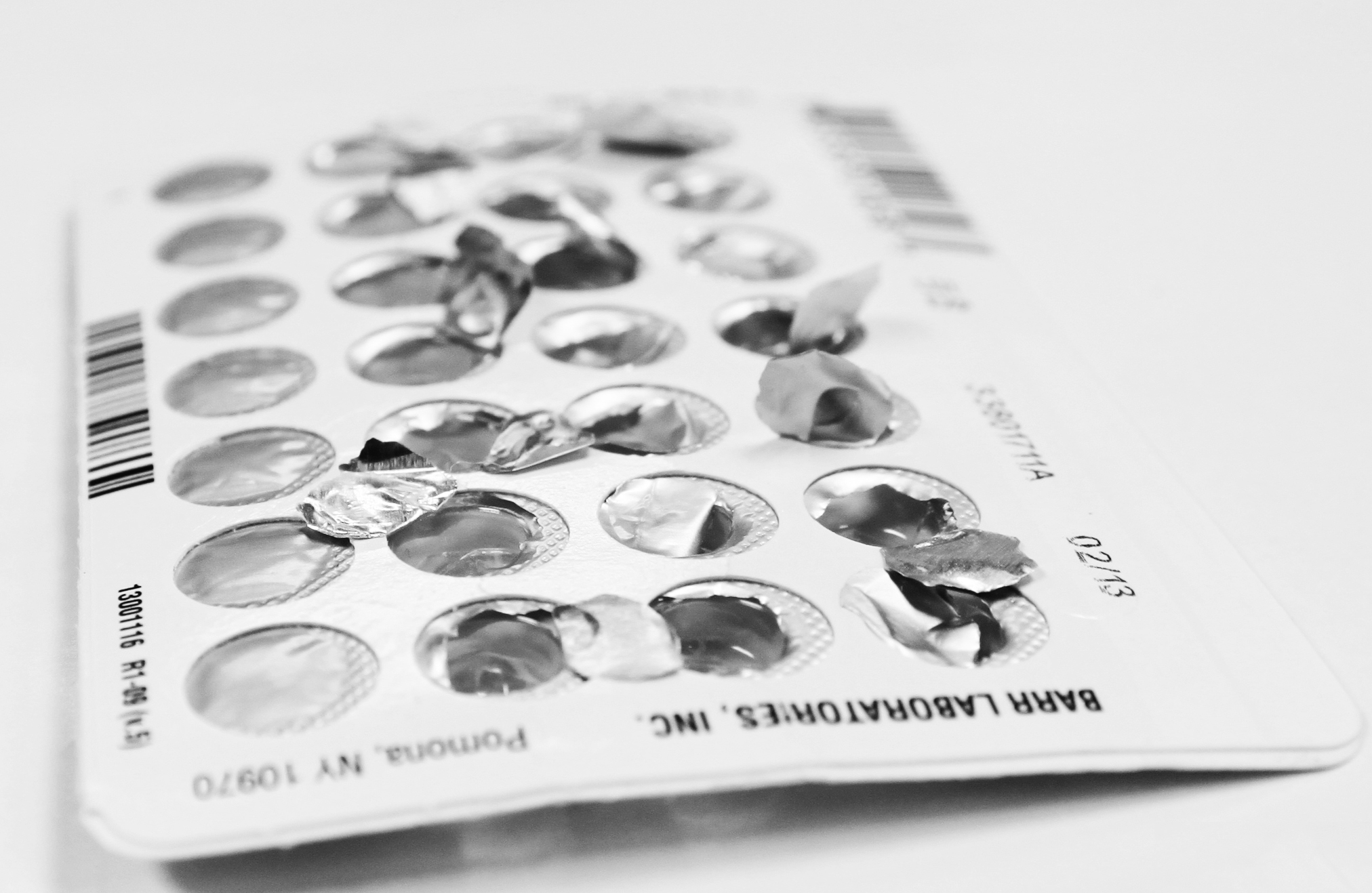
Hình ảnh minh họa (Opened Oral Birth Control)

Thuốc tránh thai là tên gọi chỉ chung cho những loại thuốc được sử dụng để ngăn ngừa, ngăn chặn, phòng tránh việc hình thành bào thai khi quan hệ tình dục, đây là một trong những phương pháp quan trọng và hiệu quả nhất nhằm ngăn ngừa việc mang thai ngoài ý muốn hoặc không theo kế hoạch nhất định. Có dạng còn được sử dụng để điều hoà kinh nguyệt hay khắc phục chứng nam hóa do buồng trứng sản xuất quá nhiều androgen.

## Phân loại

### Khẩn cấp
Thuốc tránh thai khẩn cấp là một loại thuốc giúp tránh thai bằng cách ngăn rụng trứng, ngăn không cho trứng thụ tinh hoặc ngăn trứng làm tổ ở trong tử cung. Thuốc có thể sử dụng trong vòng 72 giờ, nhưng uống càng sớm sẽ càng có tác dụng